# UDF
Універсальний дисковий формат (Universal Disk Format (UDF)) — це формат файлової системи для збереження файлів на оптичних носіях. Він був запроваджений в стандарті ISO/IEC 13346 (також відомому як ECMA-167). Він повинен замінити ISO 9660, і сьогодні він використовується в записуваних і перезаписуваних оптичних носіях. UDF був розроблений в Optical Storage Technology Association (OSTA).
UDF почав набувати популярності починаючи з середини 1990-х, коли з'явилися CD-RW носії і пристрої здатні їх записувати в пакетному режимі запису.
UDF є наступником ISO 9660, підтримує файли великого розміру та диски значного об'єму, також надає додаткову інформацію про окремий файл чи каталог. UDF підтримує спеціальні властивості, як-от Apple's File Types, resource forks, й інші дані специфічні для конкретної ОС. UDF також має обмеження на розмір файлу, щоправда воно становить 2 ТіБ.
Місця застосування формату UDF:
- При пакетному запису інформації на носії CD\DVD±RW
- DVD-Video (використовується версія 1.02)
- Philips' DVD+VR формат використовує UDF 1.02 разом з ISO 9660 для DVD+R і DVD+RW.
- DVD Forum DVD-VR використовує UDF 2.00 для DVD-R, DVD-RW і DVD-RAM.
- Blu-ray і DVD Forum HD-DVD будуть використовувати UDF 2.50 або UDF 2.60.
- Hyper Scan — в ігрових консолях.